# SIGPWR
SIGPWR — сигнал, який посилається процесу при збої в системі живлення. Символьна змінна SIGPWR оголошена у заголовному файлі signal.h. Символьні імена для сигналів використовуються через те, що їхні номери залежать від конкретної платформи.

## Етимологія
SIG є загальноприйнятий префіксом для назв сигналів. PWR означає живлення (англ. power).

## Використання
При отриманні сигналу процес може виконати збереження даних з оперативної пам'яті на пристрій енергонезалежного зберігання даних.